# Love (Band)
Love war eine 1965 gegründete Rockband aus Los Angeles um den Gitarristen und Sänger Arthur Lee.

## Geschichte
Die Band Love trat erstmals 1965 in Los Angeles als Nachfolger von Lees vorheriger Gruppe The Grass Roots auf. Ihre Musik wird in erster Linie dem Psychedelic Rock und -Folk zugeordnet, umspannt aber auch Garage Rock und orchestralen Pop bzw. Baroque Pop. Zwischen 1965 und 1969 veröffentlichte Love fünf Studioalben, von denen das aus dem Jahr 1967 stammende Forever Changes das bekannteste wurde. Es zählt in Kritikerkreisen zu den besten Alben aller Zeiten; so etwa wählte es das Magazin Rolling Stone auf Platz 40 der 500 besten Alben aller Zeiten. In der Auswahl der 500 besten Alben des New Musical Express belegt es Platz 36. Da sich Arthur Lee weigerte, außerhalb von Los Angeles zu touren, wurde Forever Changes in den USA nur ein mäßiger kommerzieller Erfolg. Aufgrund von Streitigkeiten und Drogenproblemen zerfiel zudem die Band und die Mitgründer MacLean, Pfisterer und Echols sowie weitere Mitglieder verließen die Band. Kultstatus erlangte das Opus magnum Forever Changes erst nach Auflösung von Love und vor allem in Europa. Ende 1974 erschien das siebente und letzte Studioalbum Reel to Real. In den Folgejahren war Love nur noch sporadisch aktiv.
Im Jahr 1992 veröffentlichte Arthur Lee mit Love das Album Five String Serenade, in welchem auch der im Folgejahr von Mazzy Star gecoverte Titelsong enthalten ist.
Nachdem Arthur Lee 1995 in einem umstrittenen Verfahren wegen unerlaubten Waffenbesitzes zu einer langjährigen Haftstrafe verurteilt wurde, löste sich Love auf. Es kam zu Solidaritätsbekundungen, u. a. wurden Shirts mit der Aufschrift „Free Arthur Lee“ verbreitet. Nach 5½ Jahren wurde das Urteil durch ein Berufungsgericht aufgehoben.
Nach seiner Haftentlassung 2001 tourte Lee mit seiner Revival-Band Love with Arthur Lee erfolgreich durch Europa. Im Jahr 2003 entstand dabei in der Londoner Royal Festival Hall das DVD-Video The Forever Changes Concert, das die Titel der Platten-Aufnahme von 1967 in einer Live-Neufassung mit Orchesterbegleitung beinhaltet.
Arthur Lee starb am 3. August 2006 im Alter von 61 Jahren an den Folgen einer Leukämie-Erkrankung.
Seit 2009 existiert die Tributband Love Revisited, die von Gründungsmitglied Johnny Echols angeführt wird.

## Einflüsse
Love hat großen musikalischen Einfluss auf andere Bands der Rockgeschichte ausgeübt – die Aufzählung reicht von The Doors, den frühen Pink Floyd über Genesis bis hin zu Calexico u. a.

## Diskografie

### Alben
| Jahr | Titel           | Höchstplatzierung, Gesamtwochen, AuszeichnungChartplatzierungen (Jahr, Titel, Platzierungen, Wochen, Auszeichnungen, Anmerkungen) | Höchstplatzierung, Gesamtwochen, AuszeichnungChartplatzierungen (Jahr, Titel, Platzierungen, Wochen, Auszeichnungen, Anmerkungen) | Anmerkungen |
| Jahr | Titel           | UK | US | Anmerkungen |
| ---- | --------------- | --- | --- | ----------- |
| 1966 | Love            | — | US57 (18 Wo.)US |             |
| 1966 | Da Capo         | — | US80 (11 Wo.)US |             |
| 1967 | Forever Changes | UK24 Gold · (6 Wo.)UK | US154 (10 Wo.)US |             |
| 1969 | Four Sail       | — | US102 (12 Wo.)US |             |
| 1969 | Out Here        | UK29 (2 Wo.)UK | US176 (5 Wo.)US |             |
| 1970 | False Start     | — | US184 (3 Wo.)US |             |

Weitere Veröffentlichungen
- 1974: Reel to Real
- 1992: Arthur Lee & Love
- 2001: Five String Serenade
- 2009: Love Lost (Aufnahmen von 1971)
- 2012: Black Beauty (Aufnahmen von 1973)

### Livealben
- 1980: Love Live (Konzert von 1978)
- 1982: Studio / Live (Zweite Seite enthält ein Live-Konzert von 1970)
- 2003: The Forever Changes Concert
- 2003: Electrifically Speaking – Live in Concert
- 2003: Back on the Scene (Konzert in My Place, Santa Monica, 1991)
- 2010: Arthur Lee and Love – Live in Paris 1992
- 2015: Coming Through to You: The Live Recording (1970–2004)
- 2017: Complete "Forever Changes" Live

### Kompilationen
| Jahr | Titel          | Höchstplatzierung, Gesamtwochen, AuszeichnungChartplatzierungen (Jahr, Titel, Platzierungen, Wochen, Auszeichnungen, Anmerkungen) | Höchstplatzierung, Gesamtwochen, AuszeichnungChartplatzierungen (Jahr, Titel, Platzierungen, Wochen, Auszeichnungen, Anmerkungen) | Anmerkungen |
| Jahr | Titel          | UK | US | Anmerkungen |
| ---- | -------------- | --- | --- | ----------- |
| 1966 | Love Revisited | — | US142 (7 Wo.)US |             |

- 1973: Love Elektra Masters
- 1980: The Best of Love (2003 erweitert auf CD wiederveröffentlicht)
- 1988: Out There
- 1992: Love Comes in Colors
- 1995: Love Story 1966–1972
- 2005: Rhino Hi-Five: Love
- 2006: Love: The Definitive Rock Collection
- 2007: The Blue Thumb Recordings
- 2014: Love Songs: An Anthology of Arthur Lee's Love

### Singles
| Jahr | Titel Album                    | Höchstplatzierung, Gesamtwochen, AuszeichnungChartplatzierungen (Jahr, Titel, Album, Platzierungen, Wochen, Auszeichnungen, Anmerkungen) | Höchstplatzierung, Gesamtwochen, AuszeichnungChartplatzierungen (Jahr, Titel, Album, Platzierungen, Wochen, Auszeichnungen, Anmerkungen) | Anmerkungen                    |
| Jahr | Titel Album                    | UK | US | Anmerkungen                    |
| ---- | ------------------------------ | --- | --- | ------------------------------ |
| 1966 | My Little Red Book Love        | — | US52 (11 Wo.)US | B-Seite: A Message To Pretty   |
| 1966 | 7 and 7 Is                     | — | US33 (10 Wo.)US | B-Seite: No. Fourteen          |
| 1970 | Alone Again Or Forever Changes | — | US99 (3 Wo.)US | B-Seite: Good Times Re-Release |

Weitere Veröffentlichungen
- 1966: She Comes In Colors / Orange Skies
- 1967: Que Vida / Hey Joe
- 1968: Alone Again Or / A House Is Not A Motel
- 1968: Your Mind and We Belong Together / Laughing Stock
- 1994: Girl on Fire / Midnight Sun

### Videoalben
- 2003: Love with Arthur Lee: The Forever Changes Concert